# La Bourdinière-Saint-Loup
La Bourdinière-Saint-Loup település Franciaországban, Eure-et-Loir megyében. Lakosainak száma 751 fő (2022. január 1.). La Bourdinière-Saint-Loup Mignières, Vitray-en-Beauce és Fresnay-le-Comte községekkel határos.

## Népesség
A település népességének változása:
| Lakosok száma | 147  | 366  | 455  | 524  | 656  | 705  | 725  | 742  | 744  | 751  |
|               | 1968 | 1982 | 1990 | 2006 | 2013 | 2015 | 2017 | 2019 | 2020 | 2022 |